# Чума в Одессе
Чума́ в Оде́ссе — эпидемии чумы, происходившие в Одессе в первой трети XIX века. Эта болезнь, предположительно, заносилась в Одессу на коммерческих суднах из ближневосточных портов в 1792, 1797, 1803, 1812, 1829, 1837 и в 1902 годах.

## Эпидемия 1812 года
Самая страшная эпидемия. Она началась в августе, вскоре после заключения мирного договора между Российской и Османской империями. Торговля сделалась свободной и целые стаи коммерческих судов из турецких портов хлынули в Одесский порт.
2 августа одесский полицмейстер Мавромихали собрал всех медиков на совещание по случаю эпидемии, случившейся в театральном доме (гостиница для актёров), в котором в тот момент жила гастролирующая в Одессе итальянская оперная группа. Врачи, отправившиеся в этот дом, нашли, что все их опасения подтвердились: 3 актрисы уже умерли, а у служанки и дочери одной из актрис также были обнаружены все симптомы болезни. Одновременно с этим больные с такими же симптомами были найдены на Вольном рынке и в домах близ Александровского проспекта. За 3 дня умерло 8 человек. Везде признаки были одинаковы — горячка с пятнами, лёгкая передаваемость и невероятно быстрое протекание болезни. Главный доктор карантина Ризенко первый решился произнести слово «чума» (к тому моменту болезнь уже свирепствовала за Дунаем, на Кавказе и в Константинополе).
30 августа умерших было уже 30. Градоначальник Ришельё объявил город в сомнительном положении и собрал Медицинский Совет, который положил: 1) разделить город на 5 частей, поручив каждую особому врачу; 2) тщательно осмотреть все дома для отделения больных от здоровых; 3) уменьшить общение между народом; 4) очистить город от грязи в канавах, колодцах и пр. В крепости и городской больнице был учреждён особый карантин (обсерват) для сомнительных лиц. Однако столь слабые меры никак не помогли — с 1 по 12 сентября каждые сутки умирало до 20 человек с явными признаками чумы.
Ришельё пошёл на неслыханные до того карантинные меры — он объявил всю забугскую часть Херсонской губернии  карантином — линии карантинной стражи по рекам Буг, Днестр, Кодыме, по сухопутной части Подольской губернии останавливали всякого и отправляли в ближайшие карантины, числом 4, в которых любой должен был провести 30-дневную обсервацию. Морское сношение, а также всякая рыбная ловля, были запрещены.
Принятые меры не предотвратили распространение эпидемии, так как население Одессы, даже находясь в крайней степени опасности, продолжало вести прежний образ жизни — люди собирались на похороны большими толпами и провожали умерших по пыльным улицам до кладбища, купцы продолжали торговать и пр. Для уменьшения опасности заражения жители города применяли следующие примитивные меры: морские купания и мытьё одежды в морской воде; деньги передавали из рук в руки, только вымочив их в сосуде с уксусом, для обеззараживания воздуха разжигали костры; дома жертв эпидемии отмечались красными крестами. Поскольку эпидемия нарастала, Ришельё, чтобы свести к минимуму общение между потенциальными переносчиками инфекции и ещё не заражёнными людьми, а также предотвратить распространение инфекции при передаче денег, 12 сентября издал приказ, запрещавший нотариусам, маклерам и купеческим конторам заключать любые торговые сделки; с 13 сентября город был окружён карантинной цепью, с запретом выпускать оттуда любого под любым предлогом.
К середине осени город лишился четырёх своих лучших медиков: Ризенко, Кирхнер, Пилькевич и Капелло пали жертвами болезни и собственного самопожертвования.
К 16 ноября болезнь унесла уже 1720 человек, но конца эпидемии не было видно. Ришельё решился на крайние меры — всеобщий карантин. По его приказу были сожжены все подозрительные и подвергшиеся болезни землянки, особенно наполнявшие Карантинную и Военную балки; он позволил высшим классам выехать на поселение на пригородные хутора, находящиеся внутри оцепления; затем, 22 ноября были объявлены условия строгого карантина: все собрания запрещены, все присутственные места и даже храмы на время карантина закрываются. Всё население должно было оставаться в своих домах, покидать дома было запрещено кому бы-то ни было, посещать жителей могли только комиссары, священники, врачи и повивальные бабки.
Строгий карантин продолжался 46 дней. В это время по городу передвигались только патрули, наблюдавшие за соблюдением карантина, и повозки с красными (перевозившие больных) или чёрными флагами (перевозившие умерших), сопровождаемые мортусами, одетыми в кожаное высмоленное платье (для предотвращения заражения одежду смолили, особенно те, кто по долгу службы и профессии были вынуждены перемещаться по городу) с масками на лице — носы масок были вытянуты, туда клали измельчённый чеснок для обеззараживания вдыхаемого воздуха, и нагруженные мёртвыми или больными, разъезжали по улицам. Мортусы были вооружены длинными шестами с крючьями на конце или арканами, при помощи которых они выволакивали из домов тела умерших. Каторжники, закованные в кандалы и в таких же чёрных просмоленных одеждах, как у мортусов, по истечении двадцати дней после выноса из домов мертвых, входили в них и производили дезинфекцию.
Каждое утро в 9 часов у ограды Соборной церкви Ришельё принимал доклады медиков и комиссаров. Поскольку три четверти населения города, находясь в карантине, не имело никаких средств к существованию, и дабы они не умерли от голода, их надо было кормить, Ришельё принял решение конфисковать для нужд города пшеницу, находившуюся в купеческих складах.
К 31 декабря 1812 года в городе заболело чумой 4038 человека, умерло 2632, то есть Одесса потеряла каждого 9-го своего жителя.

## Эпидемии последующих лет

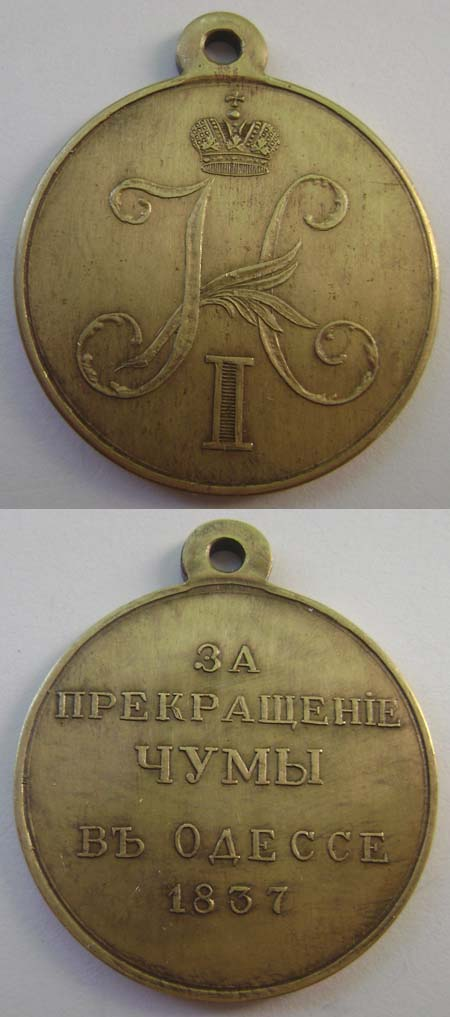
Медаль за прекращение чумы в Одессе в 1837 г.

Далее сила эпидемий постоянно снижалась. Так, в 1829 году умерло 213 человек, в 1837 — 108. Для предотвращения эпидемий в порту работали мортусы — люди, проверявшие подозрительный на болезни груз. Последний случай чумы в Одессе был зафиксирован в 1911 году.

## Память
В 1838 году по указу Николая I была учреждена государственная награда — медаль «За прекращение чумы в Одессе». Золотыми и серебряными медалями награждались борцы с эпидемией чумы 1837 года — медики, военные, купцы, чиновники.

## Места захоронений умерших от чумы — гора «Чумка»
Как своеобразный памятник погибшим от чумы на Водопроводной улице возвышается рукотворная гора «Чумка», под которой похоронены жертвы эпидемий. Эта гора возникла за старым христианским кладбищем. На этом месте погребали умерших от чумы во время эпидемий 1812, 1829 и 1837 гг. Местность эта впоследствии стала засыпаться мусором, который свозился сюда из города и через несколько десятков лет образовалась большая гора. Тут хоронили в братских безымянных могилах, но попадались и индивидуальные памятники.
Говорят, уже через много лет, после окончания эпидемии, американские компании имели желание раскопать гору, для научных целей: изучить чумную палочку и подробнее исследовать эпидемиологию болезни. Они предлагали властям сотрудничество и немалую денежную компенсацию за вмешательство, однако, раскапывать гору было крайне опасно – были риски подвергнуть город новой вспышкой чумы, после долгих лет спокойствия. Поэтому, американская компания получила отказ.
Кроме самого большого места захоронения — на «Чумке» — в Одессе есть иные места, где покоятся умершие от чумы — это бывшее карантинное кладбище (на месте городского карантина — впоследствии «Парк Шевченко») и некоторые участки бывшего Старого кладбища — на территории, отведённой впоследствии под зоопарк.